# Mask (telenovela)
Mask (hangul: 가면; rr: Gamyeon) é uma telenovela sul-coreana exibida pela SBS de 27 de maio a 30 de julho de 2015. Foi protagonizada por Soo Ae, Ju Ji-hoon, Yeon Jung-hoon e Yoo In-young.

## Elenco
- Soo Ae como Byun Ji-sook/Seo Eun-ha[3]
- Ju Ji-hoon como Choi Min-woo
- Yeon Jung-hoon como Min Seok-hoon
- Yoo In-young como Choi Mi-yeon
- Jung Dong-hwan como Byun Dae-sung
- Yang Mi-kyung como Kang Ok-soon
- Hoya como Byun Ji-hyuk[4]
- Jeon Guk-hwan como Chairman Choi Doo-hyun
- Park Joon-geum como Sra. Song
- Park Yong-soo como Congressista Seo Jong-hoon
- Lee Jong-nam como Sra. Lee
- Kim Byung-ok como Diretor Shim
- Jo Han-sun como Kim Jung-tae
- Park Yeon-soo como Myung-hwa
- Hwang Seok-jung como Mal-ja
- Park Jun-myeon como Diretora geral Yeo
- Joo Jin-mo como Professor Kim
- Kim Ji-min como Kim Yeon-soo
- Moon Sung-ho como Nam-chul
- Cho Yoon-woo como Oh Chang-soo
- Sung Chang-hoon como Bbul-te
- Jeon Jin-seo como Choi Min-woo (criança)

## Classificações
| Episódio | Data de transmissão original | Título                            | Audiência média               | Audiência média               | Audiência média               | Audiência média               |
| Episódio | Data de transmissão original | Título                            | Classificação TNmS            | Classificação TNmS            | Classificação AGB Nielsen     | Classificação AGB Nielsen     |
| Episódio | Data de transmissão original | Título                            | Em todo o país                | Região Metropolitana de Seul  | Em todo o país                | Região Metropolitana de Seul  |
| -------- | ---------------------------- | --------------------------------- | ----------------------------- | ----------------------------- | ----------------------------- | ----------------------------- |
| 1        | 27 de maio de 2015           | 3 Million Won Happiness           | 7.5%                          | 8.8%                          | 7.5%                          | 8.0%                          |
| 2        | 28 de maio de 2015           | Girl Who Walks in Memories        | 8.5%                          | 9.8%                          | 9.2%                          | 9.5%                          |
| 3        | 3 de junho de 2015           | Best Choice, Worst Choice         | 8.2%                          | 10.0%                         | 8.6%                          | 9.0%                          |
| 4        | 4 de junho de 2015           | Heaven Created by the Devil       | 10.3%                         | 12.2%                         | 10.7%                         | 12.1%                         |
| 5        | 10 de junho de 2015          | The Poor Rich                     | 9.4%                          | 10.9%                         | 9.4%                          | 10.1%                         |
| 6        | 11 de junho de 2015          | Family, That Heartbreaking Memory | 10.4%                         | 12.6%                         | 9.8%                          | 10.3%                         |
| 7        | 17 de junho de 2015          | A Chest You Can Cry On            | 10.0%                         | 12.0%                         | 11.0%                         | 12.5%                         |
| 8        | 18 de junho de 2015          | A Logical Delusion                | 9.8%                          | 12.2%                         | 11.8%                         | 12.6%                         |
| 9        | 24 de junho de 2015          | My Own Reflection                 | 9.7%                          | 12.6%                         | 10.8%                         | 11.3%                         |
| 10       | 25 de junho de 2015          | Faces of the Mask                 | 10.1%                         | 12.5%                         | 9.7%                          | 9.3%                          |
| 11       | 1 de julho de 2015           | Game of Lies                      | 10.4℅                         | 12.9%                         | 10.1%                         | 10.8%                         |
| 12       | 2 de julho de 2015           | Unhappy Happiness                 | 11.1%                         | 12.8℅                         | 11.1%                         | 11.6%                         |
| 13       | 8 de julho de 2015           | A Proposal and a Divorce          | 9.9%                          | 12.9%                         | 10.8%                         | 11.5%                         |
| 14       | 9 de julho de 2015           | A Spear and a Shield              | 10.2%                         | 12.9%                         | 11.1%                         | 11.4%                         |
| 15       | 15 de julho de 2015          | The Target                        | 10.0%                         | 13.4%                         | 11.3%                         | 11.5%                         |
| 16       | 16 de julho de 2015          | The Puppet's Heart                | 11.4%                         | 13.8%                         | 12.2%                         | 12.7%                         |
| 17       | 22 de julho de 2015          | Family                            | 9.4%                          | 12.0%                         | 12.4%                         | 13.7%                         |
| 18       | 23 de julho de 2015          | Trap                              | 11.2%                         | 14.3%                         | 12.7%                         | 13.3%                         |
| 19       | 29 de julho de 2015          | Vacancy                           | 10.7%                         | 13.6%                         | 11.5%                         | 12.2%                         |
| 20       | 30 de julho de 2015          | Our House                         | 12.6%                         | 16.5%                         | 13.6%                         | 14.2%                         |
| Média    | Média                        | Média                             | 10.1%                         | 12.4%                         | 10.8%                         | 11.4%                         |
| Notas    | Notas                        | Notas                             | Boa audiência Baixa audiência | Boa audiência Baixa audiência | Boa audiência Baixa audiência | Boa audiência Baixa audiência |

## Transmissão internacional
- Filipinas - ABS-CBN